# 단테 엑섬

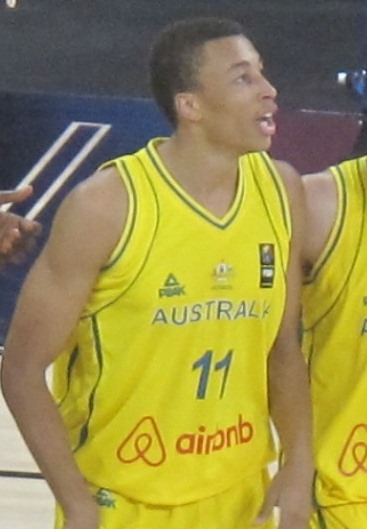
2014년 농구 월드컵 당시의 엑섬

단테 엑섬(영어: Dante Exum, 영어 발음: /ˈdɑːnteɪ ˈɛksəm/, 1995년 7월 13일~)은 오스트레일리아의 농구 선수로 포지션은 콤보 가드이다. 전미 농구 협회(NBA)의 유타 재즈에서 프로 선수 생활을 시작했으며, 2019년에  클리블랜드 캐벌리어스로 이적했다.